# راس اسطا
راس اسطا هي إحدى القرى اللبنانية من قرى قضاء جبيل في محافظة جبل لبنان.